# الوزن الخفيف الفائق (فنون القتال المختلطة)
الوزن الخفيف الفائق (بالإنجليزية: Super lightweight)‏ (أو وزن الوسط الخفيف (بالإنجليزية: light welterweight)‏) تقع هذه الفئة الوزنية في فنون القتال المختلطة بين فئتي الوزن الخفيف وووزن الوسط. وقد وافقت عليه رابطة لجان الملاكمة [الإنجليزية] في 26 يوليو 2017. وتم تحديد الحد الأقصى عند 165 رطل (74.8 كـغ).
أبدى بعض مقاتلي يو إف سي، بما في ذلك بن أسكرين وكيفن لي وداستن بورييه وكونر ماكغريغور، اهتمامهم بالمنافسة في فئة جديدة في يو إف سي بوزن 165 رطل. ومع ذلك، صرح رئيس يو إف سي دانا وايت أنه لن يكون هناك فئة بوزن 165 رطل في يو إف سي.
نفذت منظمة ملك القفص الإقليمية لرياضة الفنون القتالية المختلطة فئة وزن وبطولة تبلغ 165 رطل، على الرغم من أنهم يشيرون إلى فئة وزنهم التي تبلغ 165 رطل باسم وزن الوسط الخفيف وقاموا برفع فئة وزن الوسط الخاص بهم من 170 رطل إلى 175 رطل.
قدمت منظمة بطولة النسر القتالية فئة وزن 165 رطل في حدث النسر 46 حيث ظهر دييغو سانشيز وكيفن لي لأول مرة في بطولة النسر القتالية في هذه الفئة في الحدث الرئيسي. ويشيرون إلى فئة وزنهم البالغة 165 رطل باسم الوزن الخفيف الفائق ونقلوا فئة الوزن الوسط الخاص بهم من 170 رطل إلى 175 رطل.